# Triazinane
| keine Einstufung verfügbar |

| keine Einstufung verfügbar |

| keine Einstufung verfügbar |

Triazinane sind eine Klasse gesättigter stickstoffhaltiger Heterocyclen. Triazinane kommen in drei isomeren Formen vor, wobei 1,3,5-Triazinane am häufigsten sind. Die Triazinane haben wie Cyclohexan einen sechsgliedrigen Ring, bei dem jedoch drei Kohlenstoffatome durch Stickstoffatome ersetzt sind. Die hier gezeigten Grundstrukturen der Triazinane sind theoretische Verbindungen; nur das 1,3,5-Isomer konnte bisher synthetisiert werden.

## Gewinnung und Darstellung
1,3,5-Triazinan kommt in Lösungen als nicht isolierbares Zwischenprodukt bei der Reaktion von Formaldehyd und Ammoniak vor.
Auch die Reduktion von 1,3,5-Triazin mit speziellen Katalysatoren gibt 1,3,5-Triazinan.